# Накаџима A4N
Накаџима A4N (енгл. Nakajima A4N) је јапански морнарички ловац. Авион је први пут полетео 1935. године. 

А4Н је био ловац за операције са носача авиона и задњи двокрилац направљен у фирми Накаџима. Ознака морнарице је била Тип 95.
Највећа брзина у хоризонталном лету је износила 350 km/h. Размах крила је био 10,00 метара а дужина 6,64 метара. Маса празног авиона је износила 1276 килограма а нормална полетна маса 1760 килограма. Наоружање авиона се састојало од 2 синхронизована митраљеза калибра 7,7 мм и бомби тежине до 120 килограма.

## Наоружање
| Наоружање авиона: Накаџима A4N |        |
| Ватрено (стрељачко) наоружање  |        |
| Топ                            |        |
| Митраљез                       |        |
| Број и ознака митраљеза        | 2      |
| Калибар                        | 7,7    |
| Бомбардерско наоружање (бомбе) |        |
| Укупна маса                    | до 120 |
| Ракетно наоружање (ракете)     |        |

## Земље које су користиле авион
- Јапан